# Estêvão Ottenbreit
Frei Estêvão Ottenbreit O.F.M. (Großwallstadt, 6 de setembro de 1942) é um religioso católico alemão radicado no Brasil.
Ingressou na Ordem dos Frades Menores no dia 19 de dezembro de 1963, fez a profissão solene no dia 3 de outubro de 1968 e foi ordenado sacerdote no dia 13 de dezembro de 1969.
Foi ministro provincial da Província da Imaculada Conceição do Brasil, no período entre 1985 e 1994, foi vigário geral da Ordem dos Frades Menores, e desde novembro de 2009 é vigário provincial da Província da Imaculada Conceição do Brasil.